# ستيفي جيل
ستيفي جيل (8 سبتمبر 1973 في كندا - ) هو مدرب كرة قدم ولاعب كرة قدم كندي في مركز الدفاع. لعب مع تورونتو بلِيزارد ‏ وToronto Croatia ‏ وDurham Storm ‏ وهَاميلتون ستيلرز ‏.